# Jeremiah Healy
Pour les articles homonymes, voir Healy (homonymie).
Jeremiah Healy, né le 15 mai 1948 à Teaneck, au New Jersey, et mort le 14 août 2014 à Pompano Beach, en Floride, est un écrivain américain, auteur de roman policier.

## Biographie
Il fait des études successivement à l'Université Rutgers, sur le campus de New Brunswick, au New Jersey, puis à la faculté de droit de l'Université Harvard. Il enseigne ensuite le droit pendant 18 ans à la New England School of Law et donne aussi de nombreuses conférences sur le roman policier américain.
En 1984, il publie son premier roman Fugue pour un surdoué (Blunt Darts), premier volet « bien construit et souvent émouvant » d'une série policière ayant pour héros John Francis Cuddy, un ancien agent de la police militaire et vétéran de la guerre du Viêt Nam qui est devenu détective privé à Boston. En 1987, Jeremiah Healy remporte le Shamus Award du meilleur roman policier pour The Staked Goat, le deuxième titre de cette série. Suivront une quinzaine de nouvelles et dix romans, dont Right To Die (1991), qui aborde la question du SIDA, et Spiral (1999), le tout dernier, qui se déroule presque entièrement en Floride.
En 2001, avec Uncommon Justice, il amorce, sous le pseudonyme de Terry Devane, une série de thrillers, dont l'héroïne est la jeune et coriace avocate bostonnaise Mairead O’Clare.
Plusieurs nouvelles de Jeremiah Healy ont été publiées dans des anthologies du Alfred Hitchcock's Mystery Magazine.

## Œuvre

### Romans

#### SérieJohn Francis Cuddy
- Blunt Darts (1984) Publié en français sous le titre Fugue pour un surdoué, traduit par Michel Deutsch, Paris, Gallimard, Série noire no 2012, 1985  (ISBN 2-07-049012-2)
- The Staked Goat (1986) (aussi titré The Tethered Goat)
- So Like Sleep (1987)
- Swan Dive (1988)
- Yesterday's News (1989)
- Right To Die (1991)
- Shallow Graves (1992)
- Foursome (1993)
- Act of God (1994)
- Rescue (1995)
- Invasion of Privacy (1996)
- The Only Good Lawyer (1998)
- Spiral (1999)

#### Autres romans
- The Stalking Of Sheilah Quinn (1998)
- Turnabout (2001)

#### SérieMairead O’Claresignée Terry Devane
- Uncommon Justice (2001)
- Juror Number Eleven (2002)
- A Stain Upon the Robe (2003)

### Recueils de nouvelles

#### SérieJohn Francis Cuddy
- Cuddy Plus One (2003)

#### Autre recueil de nouvelles
- Off-Season, and Other Stories (2003)

### Nouvelles isolées
- In the Line of Duty (1988) Publié en français sous le titre Dans l'exercice de ses fonctions, dans Le Retour de Philip Marlowe, Paris, Presses de la Cité, 1990  (ISBN 2-258-03008-0)
- Till Tuesday (1988) Publié en français sous le titre Jusqu'à mardi, dans Histoires d'épreuves et de corrections, Paris, Le Livre de poche no 13561, 1994  (ISBN 2-253-13561-5)
- A Soul to Tell (1990) Publié en français sous le titre Quelqu'un à qui parler, dans Histoires délicieusement délictueuses, Paris, Le Livre de poche no 9500, 1993  (ISBN 2-253-06381-9)
- Rest Stop (1992) Publié en français sous le titre Une histoire passionnante, dans Histoires d'humour, sévices et morgue, Paris, Le Livre de poche no 13500, 1994  (ISBN 2-253-13500-3)
- Spin-a-Rama (1993) Publié en français sous le titre Une histoire pas gaie (Traduction de Jean-Bernard Piat), dans Histoires avec la mort en crime, Paris, Le Livre de poche no 13956, 1996  (ISBN 2-253-13956-4)
- Dragon Wells (1994)
- Turning the Witness (1996) Publié en français sous le titre L'Art de retourner le témoin, dans Présumés coupables, Paris, Albin Michel, 2001
- The Safety Little Town in Texas (1998)
- A Book of Kells (2000) Publié en français sous le titre Le Livre de Kells, dans Moisson noire : les meilleures nouvelles policières américaines 2002, Paris, Payot et Rivages, Rivages/Thriller, 2002  (ISBN 2-7436-1024-7)
- Hitch-Hunting (2006)
- Makin' Up and Breakin' Up (2007)

## Sources
- Claude Mesplède, Dictionnaire des littératures policières, vol. 1 : A - I, Nantes, Joseph K, coll. « Temps noir », 2007, 1054 p. (ISBN 978-2-910-68644-4, OCLC 315873251), p. 947-948.